# Acadèmia de València
L'Acadèmia de València fou una institució cultural i erudita que va sorgir a València l'any 1685, sota la presidència i el mecenatge del II comte de l'Alcúdia, Onofre Vicent Escrivà d'Íxer i de Montpalau, el seu fundador.

## Denominacions
L'Acadèmia de València és coneguda també com l'Acadèmia del Carrer del Bisbe, pel lloc de celebració de les sessions; però sovint és nomenada com l'Acadèmia del Comte de l'Alcúdia, pel seu mecenes, i fins i tot apareix registrada com l'Acadèmia Desamparats-Sant Josep, pels seus patrons.

## Funcionament i activitat
Aquesta institució encetà la seua activitat la vesprada del 25 de març del 1685. Es va regir per unes normes que quedaren inèdites i va influir en la renovació científica de finals del segle xvii. De fet, s'inscriu en l'ambient preil·lustrat de finals del Sis-cents, dels anomenats novatores. En les seues sessions es discutien no només temes humanístics i jurídics, sinó també altres tan significatius com l'esfera, la perspectiva, els meteors o l'arquitectura militar. Aquesta acadèmia representa l'evolució entre les acadèmies literàries del barroc i les científiques dels nuclis preil·lustrats valencians.
Rere la mort del II comte de l'Alcúdia (18 de desembre de 1688) es va fundar una nova Acadèmia de València, coneguda com la del marqués de Villatorques (1690) perquè els seus erudits i lletraferits estaven sota el mecenatge de Josep de Castellví, marqués de Villatorques, i més tard sota el patrocini del III comte de l'Alcúdia, Baltasar Escrivà d'Íxer i Montsoriu, fill d'En Onofre Vicent, i presidida al principi per Josep Ortí i Moles, a qui va succeir, el 1692, Josep Bellvís.

## Alguns membres
- Onofre Vicent Escrivà (President) s'encarregà de les humanitats
- Gaudenci Senach, metge i botànic, s'encarregà de filosofia natural
- Vicent Falcó de Belaochaga, matemàtic i astrònom, s'encarregà d'arquitectura militar
- Josep Vicent del Olmo, matemàtic i astrònom, s'encarregà d'esfera
- Josep Ortí i Moles, doctor en lleis i comediògraf, s'encarregà de perspectiva
- Marc Antoni Ortí i Moles, doctor en lleis, germà de l'anterior, s'encarregà de filosofia natural